# Lac Spednic
Le lac Spednic est situé à la frontière entre le Maine et le Nouveau-Brunswick. Il fait partie des Lacs Chiputneticook. Dans la partie canadienne, il est protégé par la zone naturelle protégée du Lac-Spednic et le parc provincial du lac Spednic.